# Brněnec
Brněnec (en alemán: Brünnlitz) es un poblado en el distrito de Svitavy ubicado en la Región de Pardubice, perteneciente a la República Checa . Se encuentra a orillas del río Svitava , es la frontera histórica entre Bohemia y Moravia, a 11 km al norte de la ciudad Letovice.

## Historia
La primera mención de Brněnec data de 1557, incluida en la escritura de división de los dominios de Swojanow . En 1892 fue descubierta durante unas obras en el camino a Bělá nad Svitavou, 1 km al oeste de la casa de huéspedes ubicada en el pueblo "New America" (Amerika Nova) durante las excavaciones se encontraron restos de cerámica prehistórica. En 1893 se hicieron excavaciones arqueológicas se encontraron restos que revelaron la existencia de un antiguo asentamiento.
En Brněnec se construyó una estación de ferrocarril que fue conectada a la vía entre Praga y Brno mientras esta última era construida, esto animó muchos empresas industriales a establecerse aquí.
Hacia el año 1930, en Brünnlitz, incluyendo los distritos de remanso anterior (Zářečí Svitavou, ahora parte de la comunidad Bělá nad Svitavou ) y Podlesí vivían 606 habitantes, de los cuales 208 de ellos eran de nacionalidad alemana. En 1939 había sólo 490 habitantes, la causa de esta disminución fue la expulsión o la salida de los checos después de haber sido anexadas al Tercer Reich.
La ciudad de Brněnec Formó parte de la región administrativa de Polička. Después de que Hitler anexó la región de los Sudetes a Alemania en 1938, Brněnec fue integrado en el distrito de Svitavy.
En 1944 Oskar Schindler trasladó aquí desde Cracovia la Deutsche Emailwarenfabrik (DEF), incluyendo el almacén asociado con 1.200 trabajadores esclavos judíos. Convertida por él en la fábrica de municiones local, funcionó durante 7 meses, pero su producción fue muy deficiente y Schindler dilapidó enormes cantidades de dinero en sobornos, para mantener salvo a sus trabajadores judíos de la deportación y posterior exterminio, fueron liberados el 10 de mayo de 1945 por el Ejército Rojo. Hoy en día hay unos 800 puestos de trabajo en la comunidad de Brněnec.

## Distritos
Los municipios de Brněnec se compone de los siguientes distritos (Nombres en alemán en cada paréntesis):
- Brněnec (Brünnlitz)
- Chrastová Lhota (Ölhütten)
- Moravia Chrastová (Mährisch Chrostau)
- Podlesí (Unterwald)

## Personajes famosos nacidos en Brněnec
- František Bartoš (maestro y compositor Checo)
- Oskar Schindler (Empresario alemán que salvó la vida de más de 1.200 judíos)